# 七尾市議会
七尾市議会（ななおしぎかい）は、石川県七尾市に設置されている地方議会である。

## 概要
- 定数　：18人
- 任期　：2021年11月1日 - 2025年10月31日[1]
- 選挙区：市全体を1選挙区とする大選挙区制（単記非移譲式）
- 議長　：山崎智之[2]（灘会）
- 副議長：西川英伸[3]（市民クラブ）

## 会派
| 会派名     | 議席数 | 議員名                                                                   |
| ---------- | ------ | ------------------------------------------------------------------------ |
| 灘会       | 4      | 原田一則、山崎智之、垣内武司、今田勇雄                                   |
| 新政会     | 3      | 徳田正則、永崎陽、中西庸介                                               |
| 市民クラブ | 3      | 西川英伸、山添和良、佐藤喜典                                             |
| 無会派     | 7      | 瀬戸三代、和田内和美、木下美成子、江曽ゆかり、山花剛、高橋正浩、木下敬夫 |
| 欠員       | 1      |                                                                          |
| 計         | 18     |                                                                          |

（2024年12月17日時点）

## 選挙

### 2021年七尾市議会議員選挙
2021年10月24日執行　当日有権者数：43,458人　最終投票率：67.45%　定数：18人　立候補者数：24人
| 順位 | 当落 | 候補者名   | 年齢 | 所属党派   | 新旧別 | 得票数 |
| ---- | ---- | ---------- | ---- | ---------- | ------ | ------ |
| 1    | 当   | 和田内和美 | 47   | 無所属     | 新     | 2,321  |
| 2    | 当   | 木下美成子 | 51   | 無所属     | 新     | 1,638  |
| 3    | 当   | 永崎陽     | 70   | 無所属     | 現     | 1,577  |
| 4    | 当   | 江曽ゆかり | 60   | 公明党     | 新     | 1,537  |
| 5    | 当   | 山崎智之   | 43   | 無所属     | 現     | 1,437  |
| 6    | 当   | 原田一則   | 62   | 無所属     | 新     | 1,382  |
| 7    | 当   | 木下敬夫   | 67   | 無所属     | 現     | 1,294  |
| 8    | 当   | 山花剛     | 64   | 無所属     | 新     | 1,287  |
| 9    | 当   | 徳田正則   | 70   | 無所属     | 現     | 1,256  |
| 10   | 当   | 山添和良   | 64   | 無所属     | 現     | 1,215  |
| 11   | 当   | 高橋正浩   | 47   | 無所属     | 元     | 1,205  |
| 12   | 当   | 木戸奈諸美 | 47   | 無所属     | 新     | 1,178  |
| 13   | 当   | 中西庸介   | 68   | 自由民主党 | 現     | 1,154  |
| 14   | 当   | 佐藤喜典   | 70   | 無所属     | 現     | 1,151  |
| 15   | 当   | 垣内武司   | 75   | 自由民主党 | 現     | 1,046  |
| 16   | 当   | 瀬戸三代   | 66   | 無所属     | 新     | 1,045  |
| 17   | 当   | 今田勇雄   | 81   | 自由民主党 | 現     | 1,029  |
| 18   | 当   | 西川英伸   | 47   | 無所属     | 現     | 1,016  |
| 19   | 落   | 荒川一義   | 67   | 無所属     | 現     | 946    |
| 20   | 落   | 杉木勉     | 64   | 無所属     | 現     | 943    |
| 21   | 落   | 関軒崇仁   | 44   | 無所属     | 新     | 886    |
| 22   | 落   | 礒貝和典   | 72   | 日本共産党 | 現     | 844    |
| 23   | 落   | 寺西清吾   | 62   | 無所属     | 新     | 840    |
| 24   | 落   | 久保吉彦   | 65   | 無所属     | 現     | 801    |

- 議長　：佐藤喜典（無会派）→木下敬夫（あすなろ）→山崎智之（灘会）
- 副議長：山添和良（無会派）→西川英伸（市民クラブ）

### 2017年七尾市議会議員選挙
2017年10月22日執行　当日有権者数：46,153人　最終投票率：69.80%　定数：18人　立候補者数：21人
| 順位 | 当落 | 候補者名 | 年齢 | 所属党派   | 新旧別 | 得票数 |
| ---- | ---- | -------- | ---- | ---------- | ------ | ------ |
| 1    | 当   | 伊藤厚子 | 67   | 公明党     | 現     | 2,506  |
| 2    | 当   | 山添和良 | 60   | 無所属     | 現     | 2,084  |
| 3    | 当   | 永崎陽   | 66   | 無所属     | 現     | 2,073  |
| 4    | 当   | 西川英伸 | 43   | 無所属     | 新     | 2,039  |
| 5    | 当   | 中西庸介 | 64   | 自由民主党 | 現     | 1,696  |
| 6    | 当   | 木下敬夫 | 63   | 自由民主党 | 現     | 1,615  |
| 7    | 当   | 垣内武司 | 71   | 自由民主党 | 現     | 1,552  |
| 8    | 当   | 山崎智之 | 39   | 無所属     | 現     | 1,535  |
| 9    | 当   | 今田勇雄 | 77   | 自由民主党 | 現     | 1,533  |
| 9    | 当   | 杉木勉   | 60   | 自由民主党 | 現     | 1,533  |
| 11   | 当   | 森憲一   | 60   | 無所属     | 新     | 1,415  |
| 12   | 当   | 佐藤喜典 | 66   | 無所属     | 現     | 1,401  |
| 13   | 当   | 徳田正則 | 66   | 無所属     | 新     | 1,366  |
| 14   | 当   | 荒川一義 | 63   | 無所属     | 現     | 1,348  |
| 15   | 当   | 高橋正浩 | 43   | 自由民主党 | 現     | 1,295  |
| 16   | 当   | 桂撤男   | 79   | 無所属     | 現     | 1,237  |
| 17   | 当   | 礒貝和典 | 68   | 日本共産党 | 現     | 1,169  |
| 18   | 当   | 杉本忠一 | 74   | 自由民主党 | 現     | 1,114  |
| 19   | 落   | 大林吉正 | 75   | 無所属     | 現     | 1,048  |
| 19   | 落   | 久保吉彦 | 61   | 自由民主党 | 現     | 1,048  |
| 21   | 落   | 瀬戸三代 | 62   | 無所属     | 新     | 913    |

- 議長　：荒川一義（礎・無会派）→杉木勉（灘会）→久保吉彦（灘会）[13]
- 副議長：佐藤喜典（無会派）→木下敬夫（無会派）→山崎智之（灘会）

## 不祥事

### 同一市議が関連する案件

#### 居住実態が無い現職市議の当選無効・失職
2013年市議選で初当選した西川英伸（無所属）は、市内の居住実態が無かったにもかかわらず出馬・当選したことから市民団体から告訴され、最高裁判決が確定し市議を失職した。

#### 現職市議が選挙違反で書類送検
上記の選挙違反で失職した西川英伸は2017年10月の市議選で当選したが、わずか5か月後の2018年3月に実施される県議補選に出馬表明したものの急遽取りやめた。その直後、市議選の選挙公報で虚偽記載を行った容疑により父とともに書類送検されたことが判明した。2020年、最高裁判所で公民権停止4年の判決が確定した。

#### 国保税滞納による市議報酬差押
上記の選挙違反で書類送検された西川英伸は、2018年度の国民保険税を1年間滞納し市役所の督促にも応じなかったとして議員報酬の差押を執行された

#### 選挙中に有料広告を掲載
上記の滞納処分を受けた西川英伸に対する市民の評価は厳しく、得票を半減させるも最下位でかろうじて当選した。しかし公職選挙法に抵触する有料広告を選挙期間中、フェイスブックページに掲載していた。市議は有料広告掲載を認めるも「よく考えたら選挙で忙しくなり、十月からスマホは事務所に預けていた。広告を投稿したのは私でなく事務員」と発言。公選法違反容疑で刑事告発を受けている。

### 金属バット所持で逮捕
2020年12月10日、杉本忠一（無会派）が金属バットを持って七尾市役所を訪れたとして県迷惑行為等防止条例違反で現行犯逮捕された。杉本は2021年3月22日に七尾市議会に出席し「市民や七尾市の名を汚したことは申し訳ない」と議員に謝罪した。報道陣から進退を問われた杉本は「なぜ逮捕されたのか分からない」などと述べ、辞職する意思はないことを示唆した。